# Xenofrea guttata
Xenofrea guttata là một loài bọ cánh cứng trong họ Cerambycidae.